# Steve Paxton
Steve Paxton (Phoenix, 21 gennaio 1939 – Charleston, 20 febbraio 2024) è stato un ballerino e coreografo statunitense.

## Biografia
Steve Paxton nacque a Phoenix il 21 gennaio 1939.
Dopo aver studiato con Merce Cunningham, entrò nella compagnia José Limón nel 1959 e poi tornò a lavorare con Cunningham nel 1961. Fu uno dei numerosi fondatori del Judson Dance Theater di New York (1962) con Trisha Brown. A partire dal 1972, sperimentò e insegnò la pratica della contact improvisation, sia negli Stati Uniti che in Europa dove fu all'origine di una corrente molto sviluppata in Gran Bretagna e nei Paesi Bassi in modo particolare.
Morì a Charleston il 20 febbraio 2024 all'età di 85 anni.

## Premi e riconoscimenti
- Festival internazionale di danza contemporanea: Leone d'oro alla carriera (2014).[2]